# NGC 276
NGC 276 (другие обозначения — IC 1591, ESO 474-34, MCG −4-3-21, AM 0049-225, IRAS00496-2257, PGC 3054) — спиральная галактика с перемычкой (SBb) в созвездии Кит.
По оценкам, расстояние до млечного пути 626 миллионов световых лет и диаметр около 185 000 световых лет.
Джон Дрейер описывал её «чрезвычайно слабую, довольно маленькую, вытянутую 265 °, звезду 11 звёздных величин, 3 аркмина на север». Правильное восхождение галактики было позже исправлено в Каталоге индексов с использованием данных наблюдений Стюарта.
Она была обнаружена в 1886 году Фрэнком Мюллером, позже её обнаружил так же Де Лисле Стюартом.
Этот объект входит в число перечисленных в оригинальной редакции «Нового общего каталога».